# Samtal

Fem deltagare.

7 deltagare.

10 deltagare.

Samtal eller konversation med mera är ett utbyte av information mellan två eller flera människor. Beroende på vilka som samtalet förs emellan, så kan samtalsstilen variera. När ett visst syfte önskas uppnås med samtalet så kan argumentation vara en viktig del och samtalet kan ses som en form av retorik. Samtalet kan också vara en intervjuteknik och används också som en lugn form för att få fram fakta som vid psykoterapi eller kuratorbesök. Ett samtal med intensivare meningsutbyte mellan deltagarna kallas vanligen diskussion.

## Olika former av samtal
Samtalet kan vara en viktig form av socialt umgänge där avsikten mer är att umgås och lära känna varandra än att uppnå ett specifikt syfte med samtalet. I dessa fall är valet av samtalsämne viktigt och där finns det en mängd regler angående vilka samtalsämnen som är passande i olika situationer. Om man inte är bekant med personen som man konverserar med bör man hålla sig till allmänna, neutrala ämnen. Att abrupt byta samtalsämne när man talar med någon som man inte känner väl anses vara mycket oartigt. Snabba ämnesbyten och associationer är däremot accepterade i samtal mellan människor som känner varandra väl och som betraktar varandra som jämlikar..  I vissa situationer finns det givna ämnen, till exempel pratar man om trafiken med taxichauffören och om jobbet med arbetskamraten, men i andra situationer måste man lära sig vilka ämnen som är säkra att kallprata om. I regel bör man undvika ämnen som leder till meningsskiljaktigheter. Att prata om sitt yrke kan anses tråkigt, eftersom det ofta handlar om problem man har på sin avdelning eller liknande. Ämnen som är allmänna är vanligen de säkraste korten, sådant som alla vet lika mycket om, inte väcker avund och ingen har speciellt mycket åsikter om. De ska helst vara så pass oviktiga ämnen att även om personerna inte tycker precis lika ska man kunna låtsas att man instämmer.
Mera allvarliga samtal är Svensk kod för bolagsstyrning tänkt att skapa förutsättningar för. Under styrelsemöten rekommenderar den generellt inte mer än sju deltagare, för att ett funktionellt samtal ska vara möjlig och för att grunderna för bästa möjliga beslut och diskussion ska infinna sig. Deltagarantal över det resulterar som regel i att en grupp i gruppen tar över och flera "samtalsdeltagare" sitter tysta och lyssnar. Som jämförelse så sker vid oreglerade vanliga samtal på tu man hand som utökas till tre eller flera deltagare som regel uppkomsten av ett mönster, där en tar på sig en ledarroll och även använder det största talutrymmet. Undersökningar visar att inte ens vid vanliga samtal mellan två personer så fördelar deltagarna per ömsesidig automatik lika på talutrymmet. Vanligast är fördelningen 70 % respektive 30 %. "Jag-svaga", skygga eller ledsna personer använder förmodligen av egen vilja cirka 10 %, av det tillgängliga utrymmet. En ökning från fem till 7 deltagare i samtalsgruppen mer än fördubblar antalet relationer, och möjligheten till språklig interaktion och dialog minskar drastiskt.
|  | Wiktionary har en ordboksartikel om samtal. |